# Chapeau juif
Pour la calotte juive moderne, voir kippa
Pour d'autres usages de Pileus, voir Pileus (homonymie).

Héraldique de la ville de Judenburg, Autriche

Le chapeau juif, connu aussi sous les noms de coiffe juive, Judenhut ou hoods en allemand et de pileus cornutus (calotte à cornes) en latin, est un chapeau pointu infamant en forme de cône ou d'entonnoir renversé, blanc ou jaune, devant être porté par les Juifs dans l'Europe médiévale et parfois dans le monde islamique.
D'abord porté traditionnellement et parfois volontairement, il est imposé aux hommes juifs après le concile de Latran (1215) qui exige que les Juifs (et les musulmans) soient reconnaissables par leurs vêtements  afin de pouvoir les distinguer des chrétiens. Ce chapeau peut avoir pour origine, comme le bonnet phrygien auquel il ressemble parfois, la Perse où un chapeau similaire était porté par les Juifs babyloniens.

## Europe

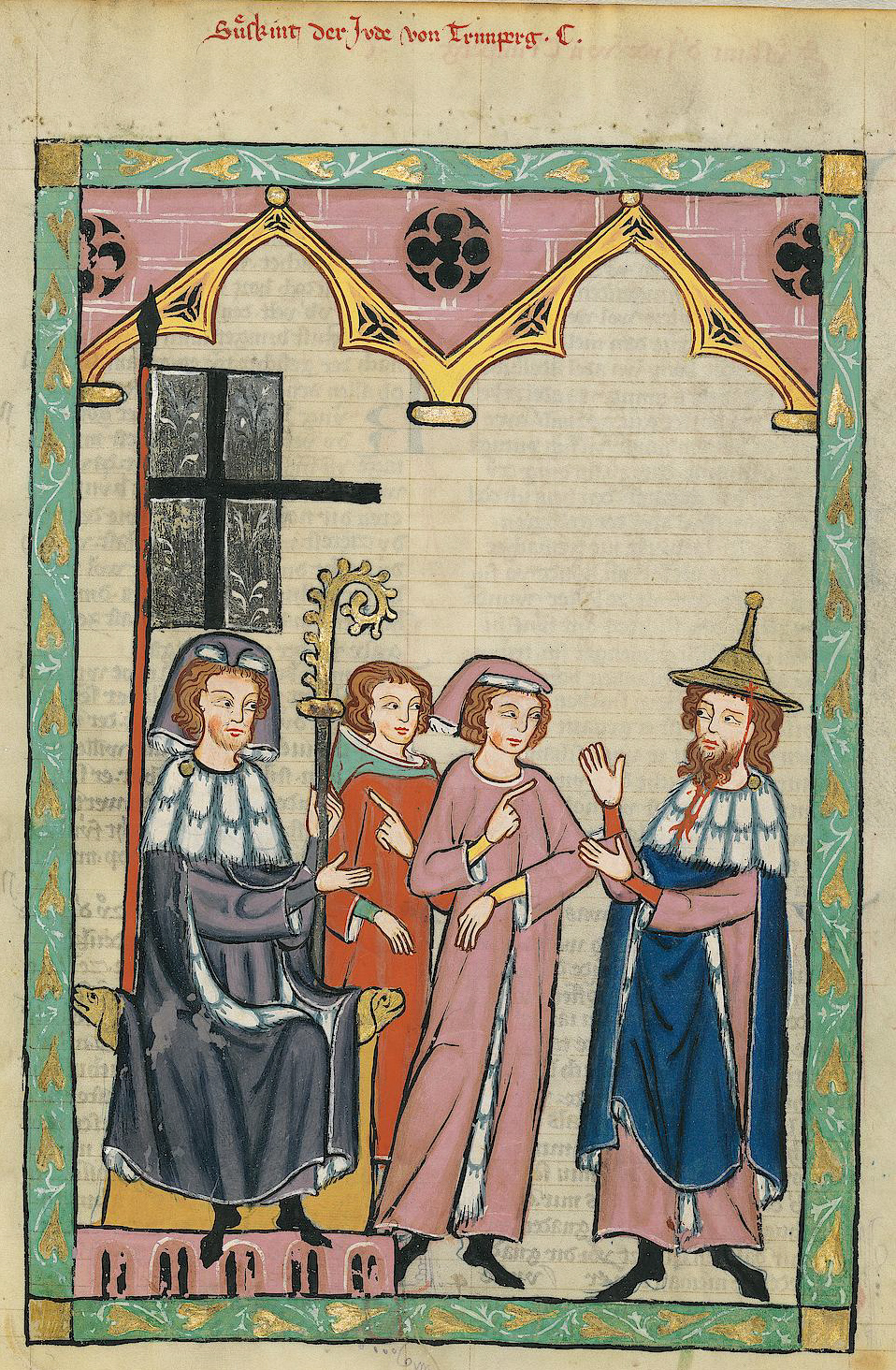
Le poète juif Süßkind von Trimberg portant son chapeau pointu devant le clergé (Codex Manesse, XIVe siècle)

D'après la loi juive, les Juifs observants doivent garder leur tête couverte quasiment tout le temps, en signe d'humilité vis-à-vis de Dieu.
En Europe, le chapeau juif apparaît en France à partir du XIe siècle, et en Italie à partir du XIIe siècle, probablement importé du monde islamique.
À la différence de la rouelle symbolisant les 30 deniers de Judas, le chapeau juif est souvent représenté dans les manuscrits hébreux illustrés, et a été incorporé par des Juifs allemands dans leurs sceaux et leurs blasons, ce qui signifie, qu'au moins à l'origine, il pouvait être considéré par les Juifs européens comme « un élément du costume traditionnel, plutôt que comme un élément discriminatoire »,.
Le chapeau est aussi porté dans des images chrétiennes par des personnages tels que Saint-Joseph et quelquefois par le Christ lui-même. Cependant, dès que celui-ci « fut rendu obligatoire, le chapeau, jusqu’ici délibérément différent des chapeaux portés par les chrétiens, a été vu par les Juifs de façon négative ». Une loi à Breslau (maintenant Wrocław), datant de 1267, dit que puisque les Juifs ont arrêté de porter leur chapeau pointu qu’ils avaient l'habitude de porter, son port devient maintenant obligatoire.

À l'initiative du pape Innocent III, le IVe concile du Latran de 1215 décide notamment que les Juifs et les musulmans doivent être distinguables par une marque distinctive (signum) à travers leurs vêtements (latin habitus) - l'objectif étant d'instaurer ainsi le principe d'une discrimination et ségrégation forcées. La justification donnée est la suivante : 

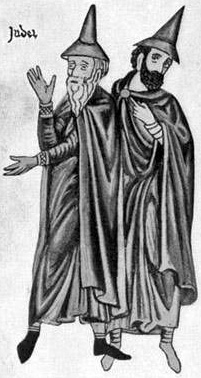
Juifs allemands, XIIIe siècle s., Herrad von Landsperg, Luftgarten.

« dans certaines provinces, les habits des Juifs et des Sarrasins se distinguent de ceux des chrétiens, mais que dans d’autres, un degré de confusion se produit, de sorte qu’ils ne peuvent pas être reconnus par aucune marque distinctive. Comme résultat, par erreur, des chrétiens ont des rapports sexuels avec des femmes juives ou sarrasines. De façon que le crime d’un tel mélange maudit ne puisse plus avoir d’excuse dans le futur, nous décidons que les Juifs et les Sarrasins des deux sexes, dans toutes les terres chrétiennes, se distinguent eux-mêmes publiquement des autres peuples par leurs habits. Conformément au témoignage des Écritures, un tel précepte avait déjà été donné par Moïse (Lévitique 19.19 Lévitique 19; Deutéronome 22.5.11 Deutéronome 22) ».
Des règles plus détaillées sont décrétées localement par des souverains, selon leur compréhension et leur application, dans les différents pays d'Occident, et après de multiples relances des papes successifs auprès des souverains.
Les Juifs ainsi physiquement distingués au milieu de la population sont victimes de nombreuses violences. Quand Innocent III en a vent à cause de ce qu'il leur avait imposé, les ayant conduits à une exposition dangereuse, il écrit aux évêques de France de « laisser les juifs porter des vêtements par lesquels ils peuvent être distingués des chrétiens, mais pas de les forcer à en porter de tels qui pourraient mettre leur vie en péril ».
La décision du concile de Latran est confirmée par le Concile de Vienne de 1311-1312. En 1267, le pileus cornutus comme signe distinctif attribué aux Juifs est rendu obligatoire à Vienne et dans l'espace germanique par le synode de Vienne, qui précise par le canon 15 « qu’ils avaient l’habitude de [le] porter dans ces régions ». En Angleterre, l'obligation d'un signe en forme de Tables de la Loi est décrétée pour les Juifs dès 1218, mais semble avoir été peu respectée jusqu'en 1279. En 1496, les États d'Italie remplacent la rouelle jaune par un béret de même couleur. Un docteur reçut une dispense temporaire de le porter à Venise en 1528, à la demande de plusieurs de ses patients renommés.
Le pape Paul IV ordonne en 1555 que dans les États pontificaux, ce soit un chapeau pointu jaune, et  à partir de 1567, et pendant vingt ans, il a été rendu obligatoire en Lituanie. Mais déjà à cette période, il n’est plus couramment vu dans une partie de l’Europe.
Avec l'émancipation des Juifs d'Europe au XVIIIe siècle, l'obligation du port du chapeau est abandonnée, bien que cette obligation ne soit plus strictement appliquée depuis déjà assez longtemps. Depuis les années 1500, on rencontrait peu souvent de Juifs portant ce chapeau sauf dans quelques pays ou régions. Encore en 1797, Napoléon entre dans le ghetto fermé à clef d'Ancône et découvre des Juifs affublés du séculaire bonnet jaune qu'il s'empresse d'abolir au milieu de ses autres mesures de libération pour cette communauté.
Le port de la rouelle dura encore plus longtemps sous différentes formes, particulièrement à Vienne. C'était une autre forme de marque distinctive, qui n'apparut qu'après 1215 en Europe et qui sera réintroduit sous la forme d'une étoile jaune par les nazis. Dans certaines images du Moyen Âge, des rabbins et d'autres responsables juifs portent le chapeau juif, tandis que les autres juifs ne le portent pas, ce qui pourrait refléter la réalité.

### Formes

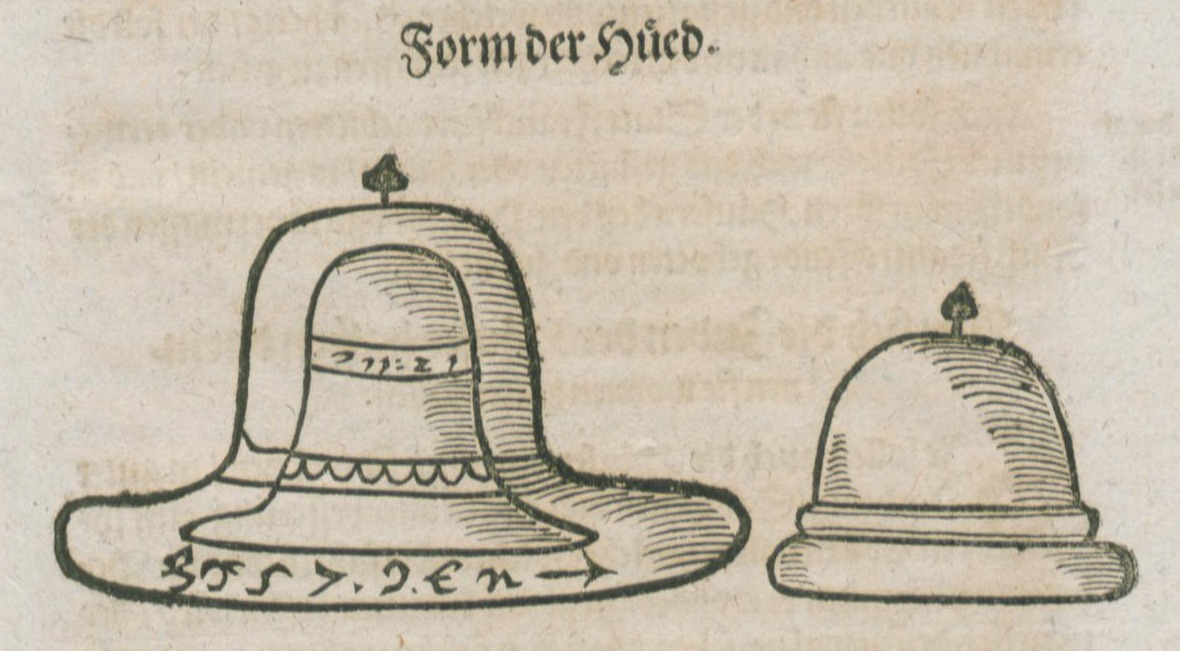
Judenhut dans le code de résidence à Francfort, 1613.

La forme du chapeau est variable. Quelquefois, spécialement dans le courant du XIIIe siècle, il ressemble à un bonnet phrygien mou, mais plus couramment, surtout au début, c'est un chapeau conique se terminant en pointe, avec à sa base un bord circulaire rond, apparemment rigide ou en forme d'entonnoir renversé. On trouve aussi des versions plus petites, se fixant sur le sommet de la tête. Quelquefois, un anneau encercle le chapeau quelques centimètres au-dessus de la tête. Au XIVe siècle, une balle ou un pompon est fixé au sommet du chapeau, et le bout effilé devient alors une queue de diamètre constant. Le sommet du chapeau devient plus plat ou rond (comme dans l'image du Codex Manesse).
À la fin du Moyen Âge, le chapeau est progressivement remplacé par une large variété de couvre-chefs, y compris des chapeaux évasés exotiques de style oriental, des turbans et à partir du XVe siècle de larges chapeaux plats et de larges bérets.
Une des principales sources d'informations provient des manuscrits et de leurs enluminures. Dans les images de scènes bibliques, les artistes représentent souvent les personnages avec des habits de leur époque, ce qui permet de les étudier comme des scènes européennes contemporaines.
Quand un chapeau juif pointu distinctif est représenté, il a une forme de moins en moins définie et est généralement bouffant. Des turbans lâches, de larges chapeaux plats, des bérets, ainsi que les nouveaux chapeaux à fourrure apparus dans la zone de résidence en Russie, restent associés aux Juifs jusqu'au XVIIIe siècle et même au-delà.

## Monde islamique
Pour que les dhimmis (non-musulmans pratiquant une religion du Livre) soient facilement distinguables des musulmans en public, les souverains musulmans ont souvent interdit aux dhimmis de porter certains types d'habits, et les ont obligés à mettre des vêtements reconnaissables, généralement de couleur vive ou à l'opposé, noirs ou ternes.
Les historiens citent le Pacte d'Umar II dans lequel les dhimmis et plus particulièrement les chrétiens sont supposés accepter une obligation de « toujours s'habiller de la même façon quel que soit l'endroit où ils se trouvent, et … de nouer le zunar (large ceinture) autour de leur taille ». Al-Nawawi impose aux dhimmis le port d'un habit jaune et d'une ceinture, ainsi que d'un anneau métallique à l'intérieur des bains publics.
Les lois sur l'habillement des dhimmis ont varié fréquemment pour obéir aux caprices des souverains. Bien que l'origine de telles lois soit généralement attribuée à Umar Ier, les témoignages historiques suggèrent que ce sont les califes abbassides qui ont inauguré cette pratique. En 850, le calife Jafar al-Mutawakkil impose aux chrétiens et aux Juifs de porter une ceinture en tissu appelée zunnah et une sorte de châle ou de foulard appelé taylasin (les chrétiens étaient déjà obligés de porter la ceinture). Il impose aussi qu'ils portent une petite clochette dans les bains publics.
Au XIe siècle, le calife fatimide Al-Hakim bi-Amr Allah exige que les chrétiens portent une croix en bois d'un demi mètre de long autour du cou et que les Juifs portent un agneau sculpté en bois sous le bras. À la fin du XIIe siècle, le calife Almohades, Abu Yusuf Yaqub al-Mansur impose aux Juifs du Maghreb de porter des vêtements bleu foncé avec de longues manches et un chapeau en forme de selle. Son petit-fils Abu Muhammad al-Adil, après de nombreuses réclamations des Juifs, desserre les contraintes et accepte les vêtements et les turbans jaunes. Au XVIe siècle, les Juifs du Maghreb ne sont autorisés qu'à porter des sandales faites en jonc et des turbans ou chapeaux noirs avec un petit morceau de tissu rouge.
Les sultans de l'Empire ottoman continuent à réglementer les habits de leurs sujets non-musulmans. En 1577, Murad III publie un firman interdisant aux Juifs et aux chrétiens de porter des habits (?), des turbans et des sandales. En 1580, il change d'avis : il restreint l'interdiction précédente aux turbans et impose aux dhimmis de porter des chaussures noires. Les Juifs, en particulier, doivent porter des chapeaux rouges et les chrétiens des noirs. Constatant en 1730 que certains musulmans prenaient l'habitude de porter des chapeaux identiques à ceux des Juifs, Mahmud Ier ordonne que l'on pende les contrevenants. Mustafa III aide personnellement à l'application de ses décrets concernant l'habillement. En 1758, il se promène incognito à Istanbul et ordonne la décapitation d'un Juif et d'un Arménien habillés avec des vêtements interdits.
Le dernier décret ottoman ordonnant des habits différents pour les dhimmis a été promulgué en 1837 par Mahmoud II. Le port d'habits discriminatoires n'était pas appliqué dans les provinces ottomanes à majorité chrétienne, telles que la Grèce et les  Balkans.

## Chapeau juif dans l'art

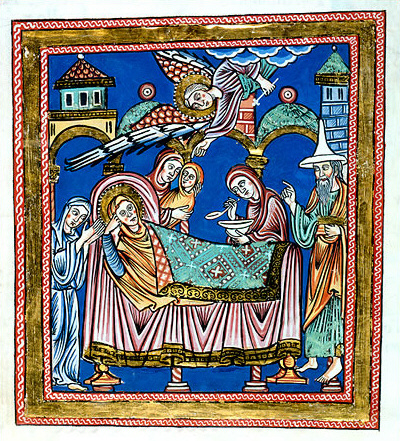
Nativité de Marie, mère du Christ, oùSaint Joachim porte le chapeau juif, Allemagne (XIIe siècle)
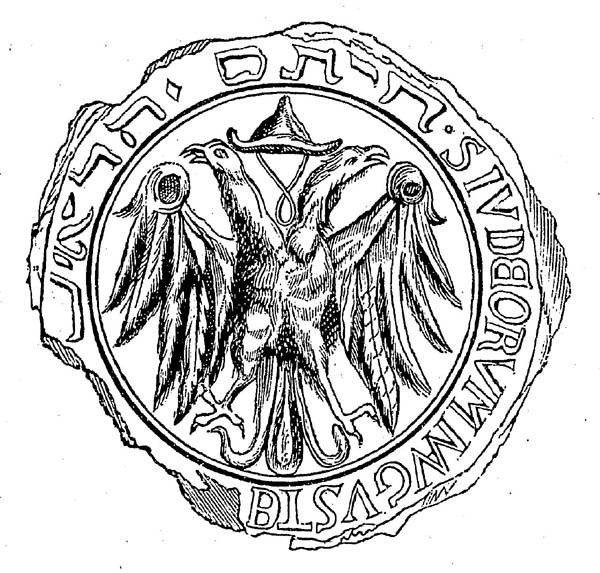
Sceau de la communauté juive d'Augsbourg, (Allemagne) montrant l'aigle impérial avec le chapeau pointu des Juifs (1298)
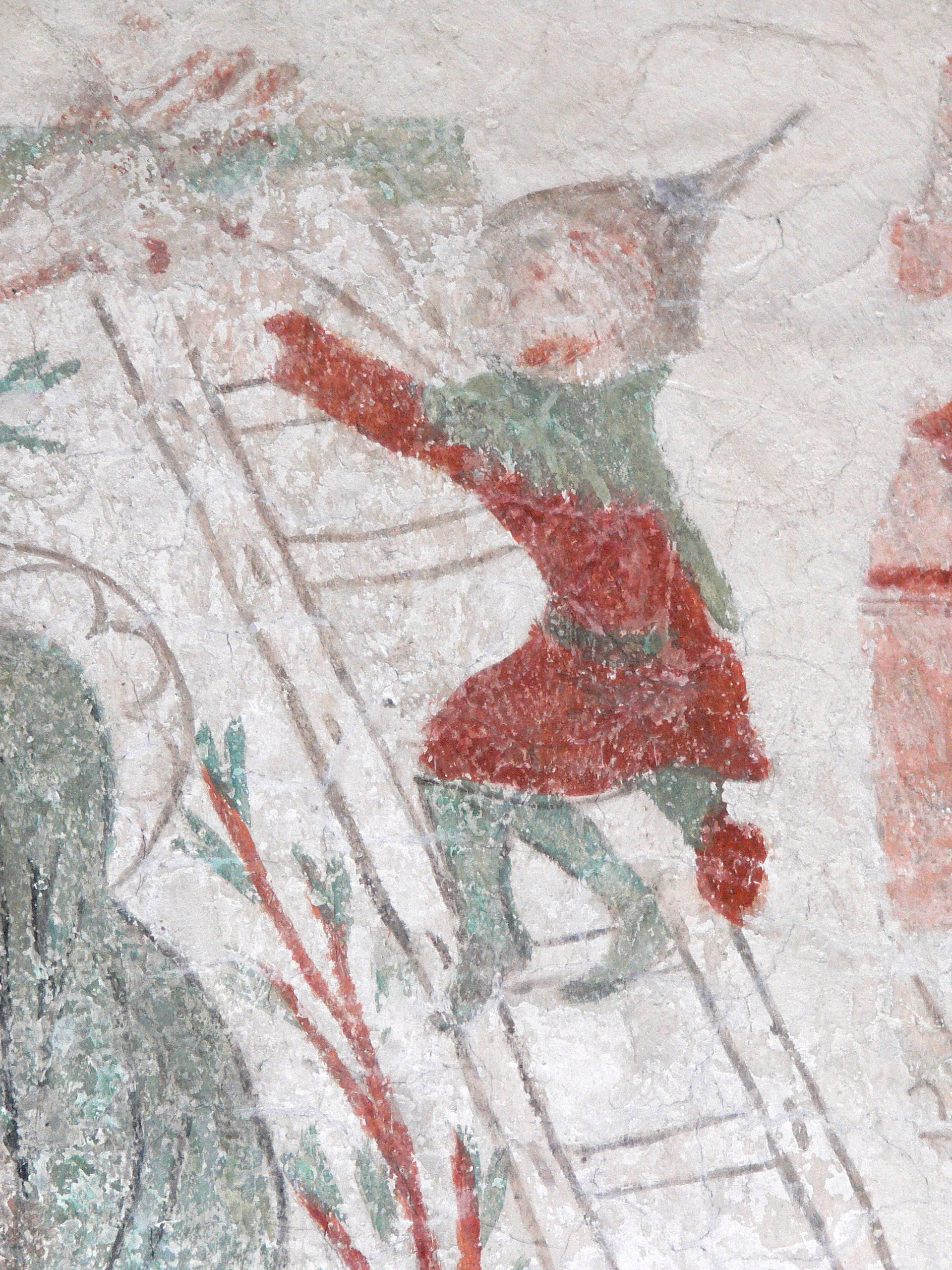
Bourreau juif de Jésus sur une peinture murale gothique de l'église de Bunge (en) en Suède (XIVe)
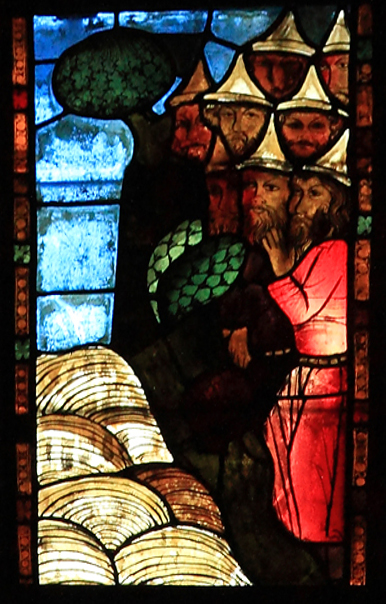
Juifs rouges attendant la fin des temps au bord du Sambatyon, sur un vitrail de l'église Sainte-Marie à Francfort-sur-l'Oder.
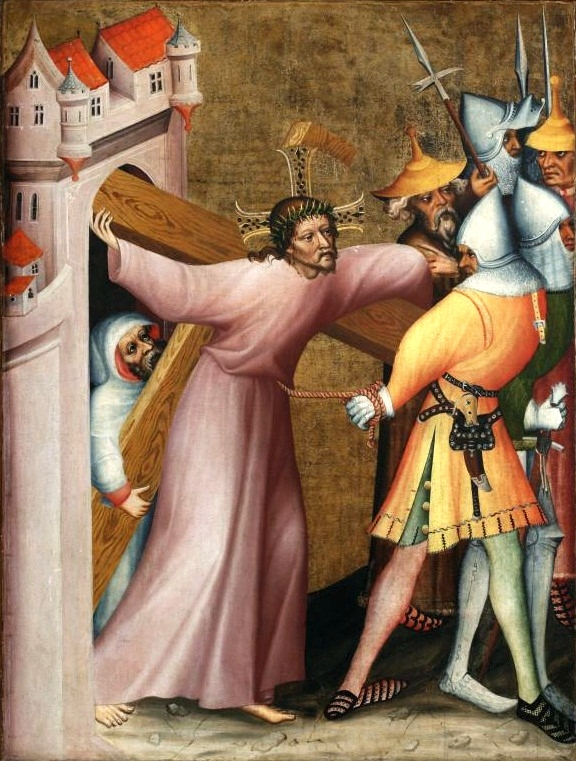
Maître de Třeboň, Polyptyque de Grudziądz (détail), (vers 1390).

Le chapeau juif est fréquemment utilisé dans l'art médiéval pour représenter les Juifs de la période biblique. L'art iconographique est « un support pédagogique important... (à des époques) où la population est majoritairement illettrée... (et peut ainsi) contribuer à alimenter l’antijudaïsme non seulement au Moyen Âge, mais également jusqu’à la période contemporaine ».
Souvent les Juifs représentés ainsi, sont ceux qui sont présentés de façon plutôt négative dans l'histoire, tels les marchands expulsés du Temple par le Christ, (Matthieu 21.12-17 Évangile selon Matthieu#Matthieu 21), mais ce n'est pas toujours le cas. Le mari de Marie, Joseph, est souvent peint portant un chapeau juif, et le Christ lui-même peut être présenté avec ce chapeau, plus particulièrement dans la scène de la rencontre à Emmaüs, où ses disciples ne l'ont pas reconnu immédiatement (Luc 24.13-32).
Parfois, le chapeau est utilisé afin de distinguer les Juifs d'un autre peuple comme les Égyptiens ou les Philistins.
À la différence notable de la rouelle, le chapeau juif est souvent présent dans les enluminures des manuscrits hébraïques, tels que les Haggadot rédigées dans l'Europe médiévale. Dans la Haggada à têtes d'oiseau (Allemagne, vers 1300 ; actuellement à Jérusalem), les personnages (avec des têtes d'oiseau) portent le chapeau juif alors qu'ils sont assis pour manger le Seder de la Pâques juive, Pessa'h.
On peut également apercevoir dans l'iconographie germanique du Moyen Âge, particulièrement à l'ouest du pays et notamment sur des vitraux de 1328-1340 de la cathédrale de Strasbourg, des chapeaux de Juifs comportant des lanières, éléments qui laissent penser que le chapeau a bel et bien existé à une époque sous cette forme, et qu'il fallait l'attacher pour qu'il tienne,.

## Galerie

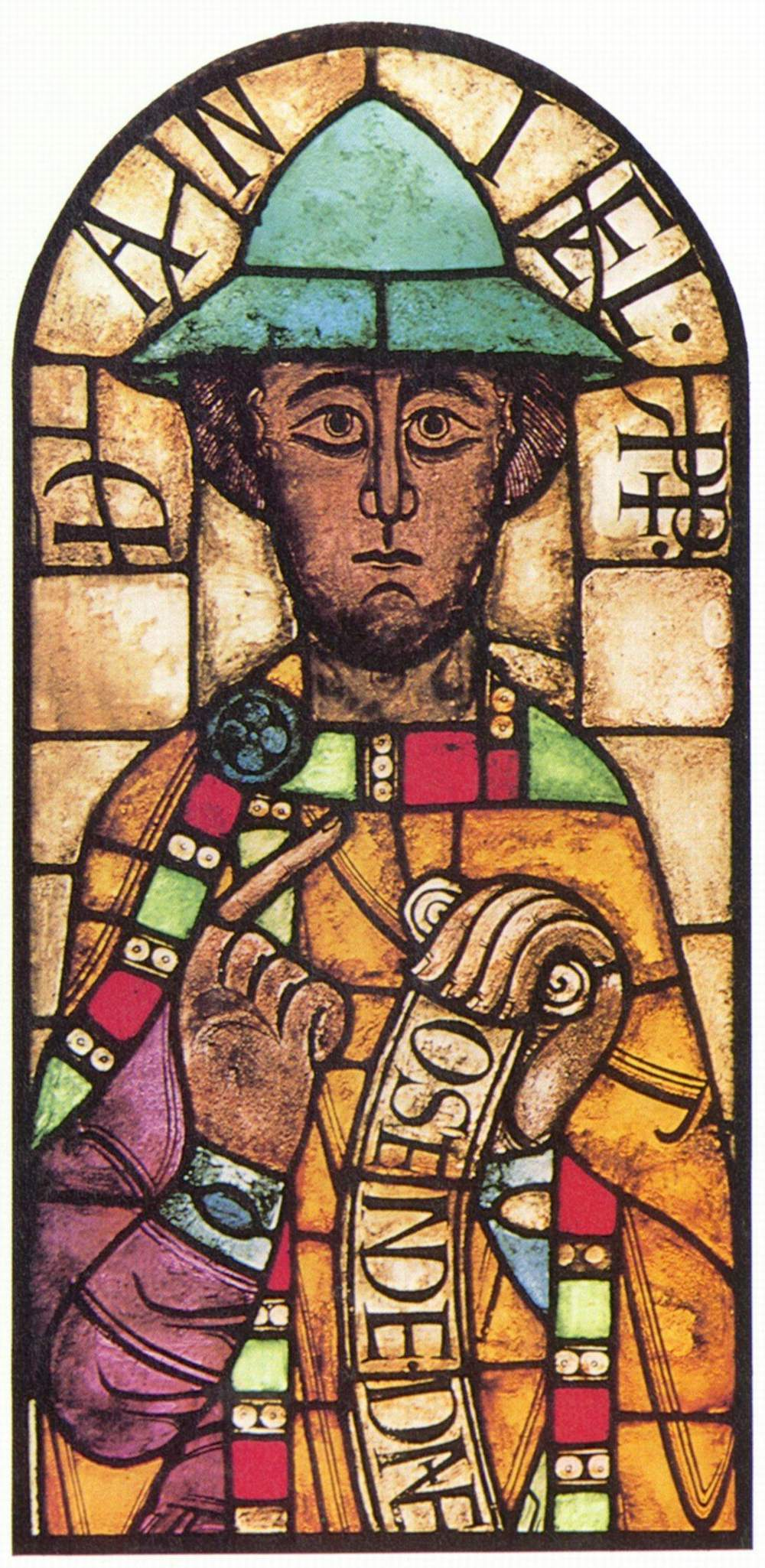
Vitrail représentant le prophète Daniel, Allemagne du Sud (première moitié du XIIe siècle)
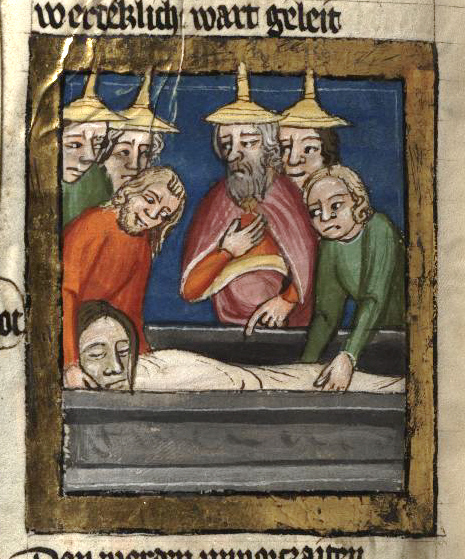
Mise au tombeau par Rodolphe d'Ems, Chronique Universelle (1250-1270).
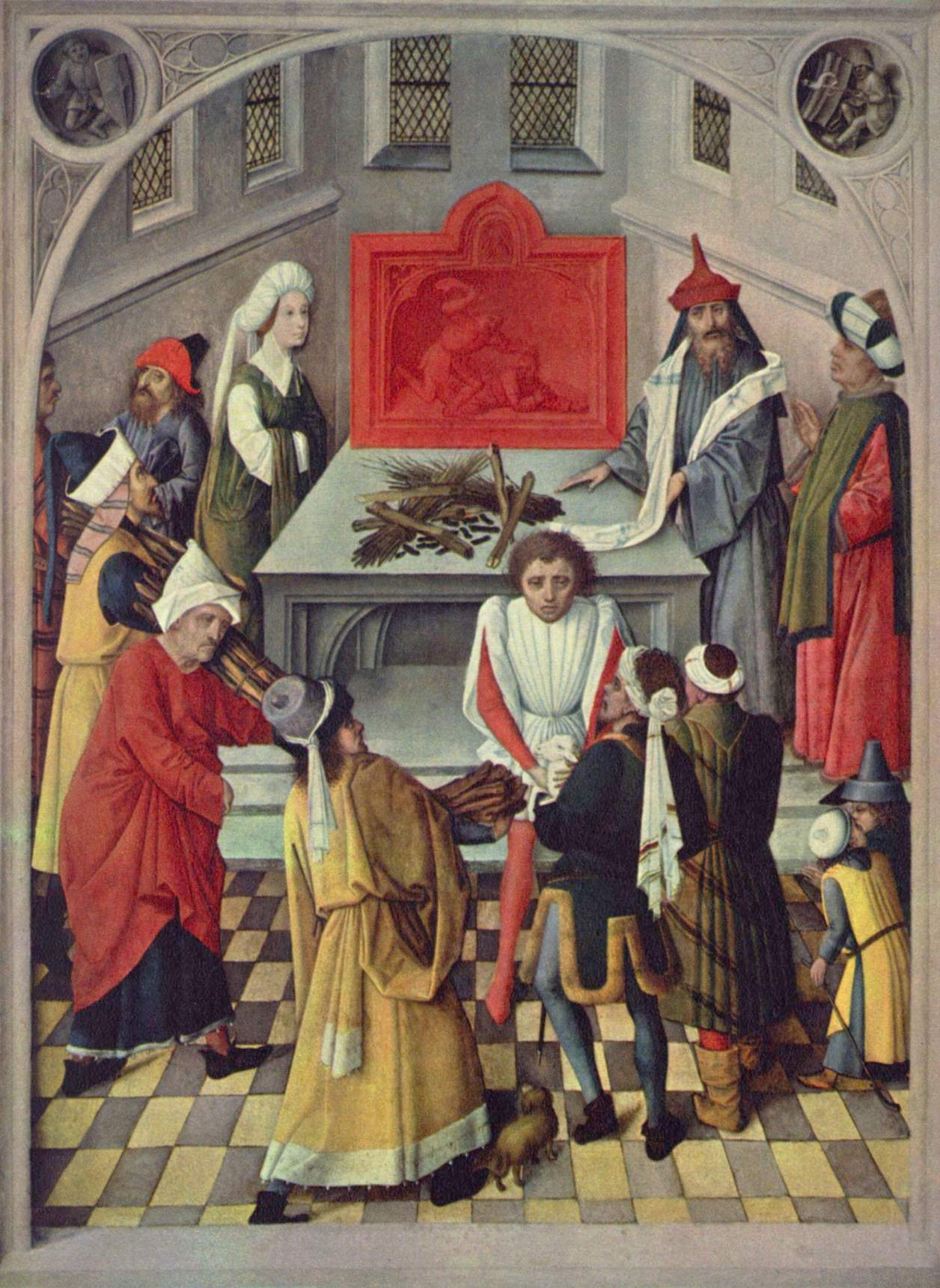
Peinture chrétienne d'un sacrifice dans l'Ancien Testament (1483), avec différentes formes de chapeaux juifs, ainsi que des turbans et d'autres styles exotiques, rassemblant ici plusieurs époques.
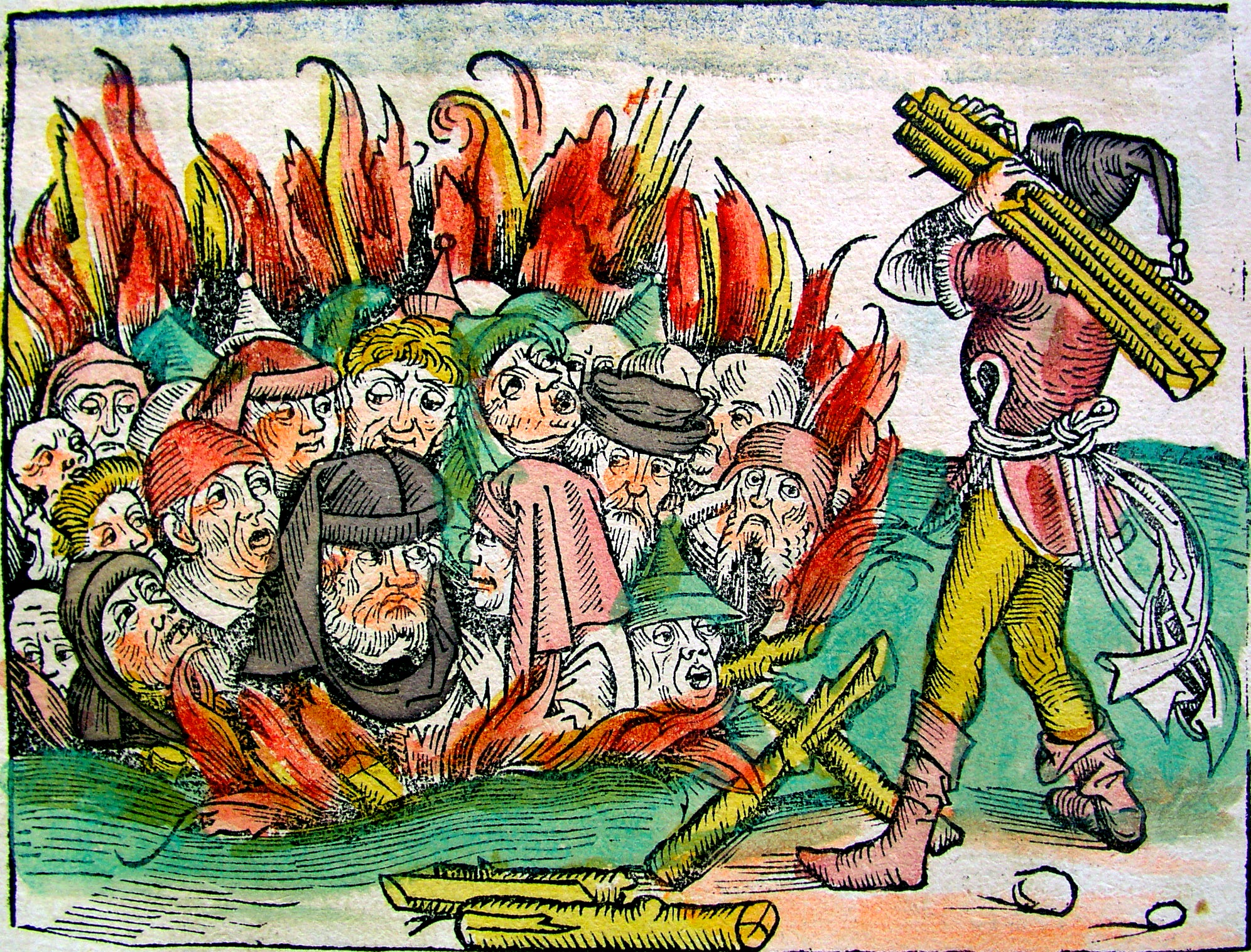
Juifs brûlés vifs dont certains portant le chapeau pointu, Chronique de Nuremberg (1493).
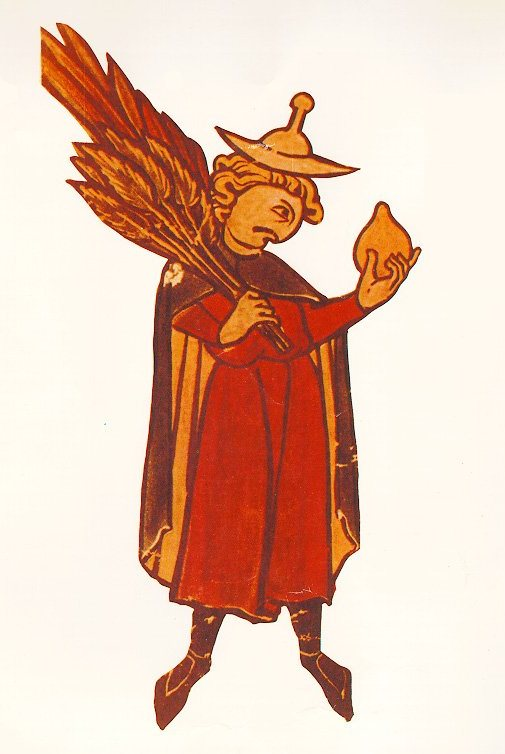
Ce personnage juif portant un chapeau juif se trouve dans un détail d'un calendrier hébreu médiéval et rappelle aux Juifs d'apporter des branches de dattier (loulav) et de saule, des brins de myrte et l'agrume (etrog) à la synagogue pour la fête de Souccot .
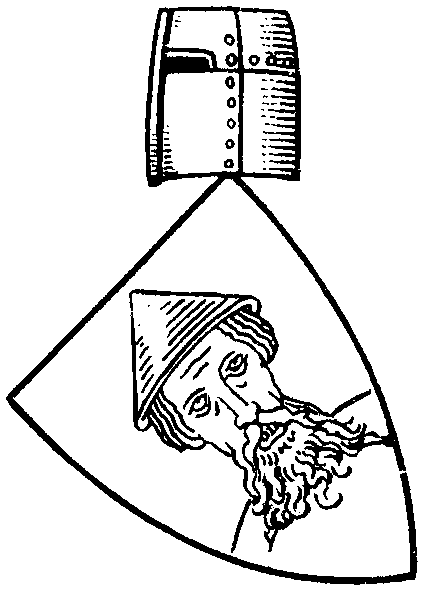
Armes de Westphalie figurant un Juif portant le judenhut (1345)
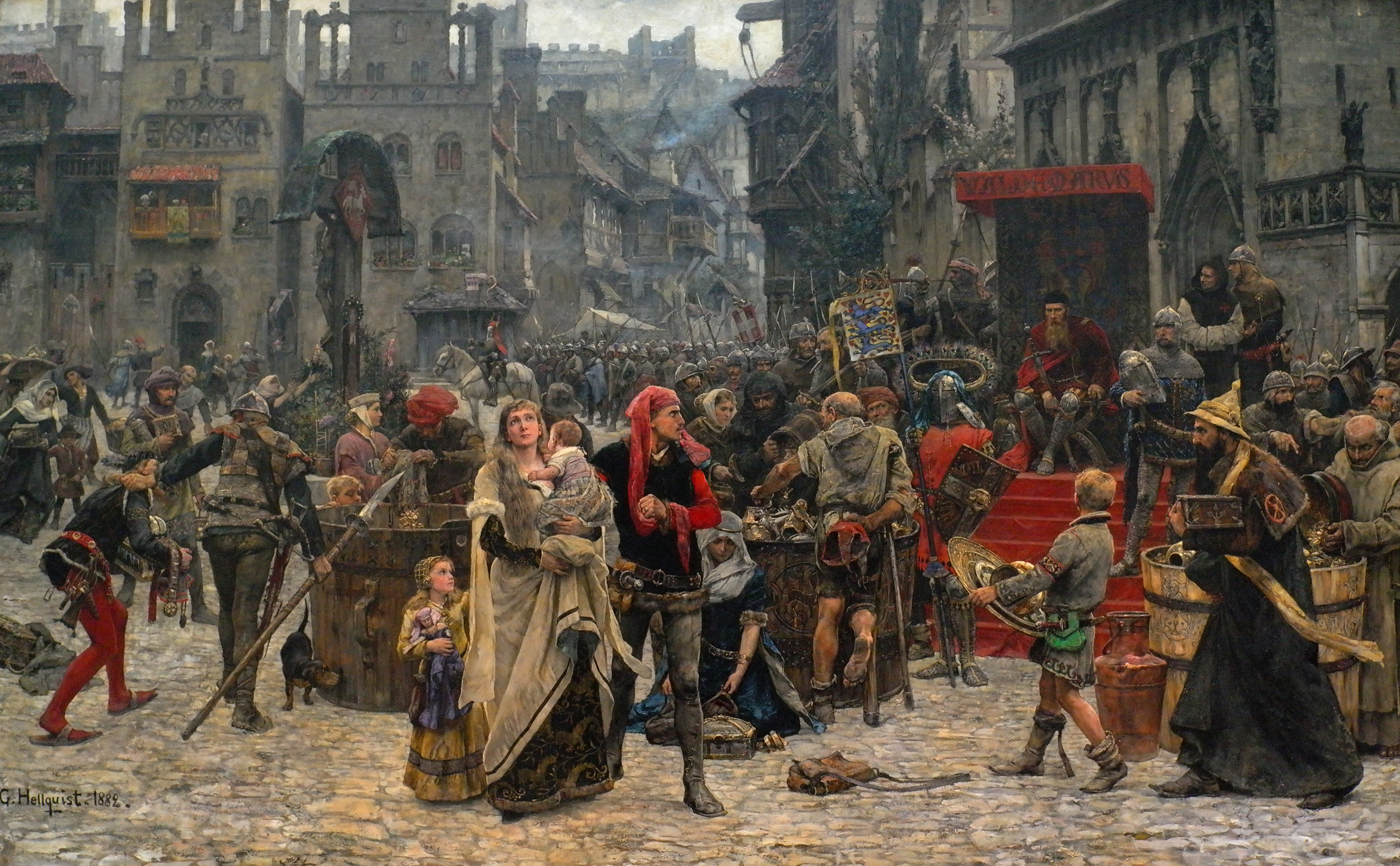
La toile de C. G.Hellqvist Valdemar Atterdag rançonne Visby, 1361 (1882) montre sur la droite, un marchand juif avec le chapeau juif et la rouelle.
Armorial de Geire. Héraldique : D'or, à trois chapeaux de juif de gueules (2 et 1). Cimier : Un vieillard vêtu de gueules, issant d'un cuvier au naturel et se coiffant d'un chapeau de juif.
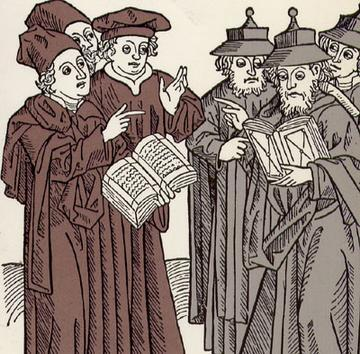
Disputation entre abbés et rabbins.
Sur cette Judensau, Juifs et chien portent le « chapeau juif », Bréviaire de Baldwin du Luxembourg (1336).